# Hoy (Extremadura)
Hoy es un periódico español editado en la ciudad española de Badajoz. Es un diario de información general, de pago y de distribución matinal. Fundado originalmente por la Editorial Católica, en la actualidad es propiedad del grupo Vocento.

## Historia
Fundado en 1933 por la Editorial Católica, el diario venía a suceder al desaparecido Correo Extremeño. Según una reseña publicada por el propio periódico, el Hoy había sido «creado para luchar contra el socialismo». Su primer director fue Santiago Lozano, procedente de la Escuela de periodismo de El Debate. Durante el periodo de la Segunda República el Hoy mantuvo una línea cercana a la CEDA. Durante el franquismo el diario siguió bajo el control de Edica. 
En 1988 el Hoy fue adquirido por el grupo Correo, situación que se ha mantenido hasta la actualidad.